# کوین داناوان
کوین داناوان (انگلیسی: Kevin Donovan؛ زادهٔ ۱۷ دسامبر ۱۹۷۱) بازیکن فوتبال اهل بریتانیا است.
از باشگاه‌هایی که در آن بازی کرده‌است می‌توان به باشگاه فوتبال وست برومویچ آلبیون، باشگاه فوتبال یورک سیتی، باشگاه فوتبال بارنزلی، باشگاه فوتبال هالیفاکس تاون، باشگاه فوتبال روچدیل، باشگاه فوتبال آلفرتون تاون، باشگاه فوتبال گریمزبی تاون، و باشگاه فوتبال هادرزفیلد تاون اشاره کرد.